# パネーン
パネーン（タイ語: พะแนง  、発音 [pʰā.nɛ̄ːŋ] ）とは、タイカレー（ゲーン） の一種。赤色を呈し、濃厚で塩辛さと甘さがあり、ピリッとしたカフィアライムの風味がある。パネーンについての最も初期の記述は、既知のものなかでは1890年に出版されたMom SomchinRachanupraphanの本TamraKap Khao （ตำรากับเข้า）にある。
人気のパネーン料理は豚肉パネーンである。ヴィーガンや菜食主義者に配慮した、シュリンプペーストに味を似せた動物性食品を用いない調味料や、魚醤の代用品として強い野菜ストックや醤油を用いたもの、肉の代用品として豆腐を用いたものもある。タイでは、パネーンは通常ご飯に合わせて食べられる。

## パネーンカレーペースト

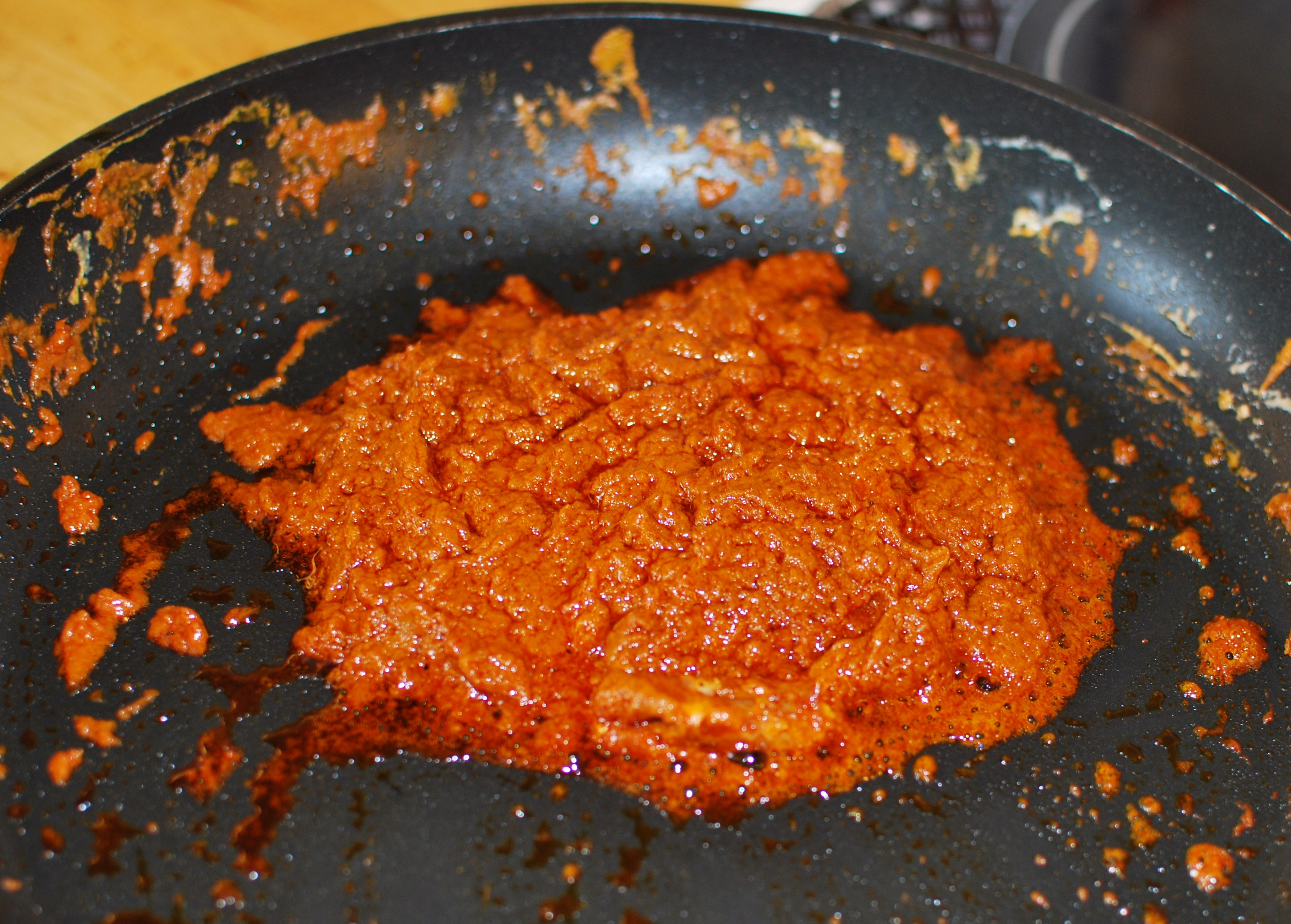
パネーンカレーペーストをココナッツクリームで揚げて、カレーの味をよりクリーミーにするところ。

パネーンカレーペーストは唐辛子、ガランガル、レモングラス、コブミカン皮、コリアンダールート、コリアンダーシード、クミン種子、ニンニク、エシャロット、シュリンプペースト、塩およびピーナッツを主たる材料とする。 パネーンは通常、肉の細切りやカフィアライムの葉、ココナッツミルク、パネーンカレーペースト、パームシュガー、魚醤を用いて作られる。普通、パネーンには濃厚なココナッツミルクが含まれており、他の液体はほとんど足されない。